# 李久驰
李久驰（1989年12月18日—），四川广元出生，中国内地男歌手、音乐制作人2017年，发行个人首张单曲《Black Out》，其后发行《Show Time》。

## 代表作品
歌曲
- 《Black Out》[1]
- 《Show Time》

## 歌手动态
4月14日，参加了“男生加油计划”艺术对谈 